# Kodak stereo
La Kodak stereo o Stereo-Kodak 35 è stata una macchina fotografica di tipo stereografica prodotta dalla Kodak Eastman dal 1954 al 1959 in circa 100.000 pezzi. Il formato della pellicola è 23x24 mm i due obiettivi sono Kodak Anaston 35mm f:3.5 il corpo macchina è in bachelite.

## Prodotti
La Kodak negli anni produsse diversi modelli tipo stereo.
- Folding Improved No.5 Stereo
- Folding No.5 Stereo
- Pony Premio No.6 (stereo)
- Stereo Brownie No.2
- Stereo Brownie No.2A
- Stereo-Hawk-Eye No.1
- Stereo-Hawk-Eye No.3
- Stereo-Hawk-Eye No.4
- Stereo-Hawk-Eye No.5
- Stereo-Hawk-Eye No.6
- Stereo-Kodak 35 (nera)
- Stereo-Kodak 35 (marrone)
- Stereo-Kodak Model 1
- Stereo-Kodak No.2